# تشارلز كريستي غراهام
تشارلز كريستي غراهام (بالإنجليزية: Charles Christie Graham)‏ هو سياسي نيوزلندي، ولد في 22 أبريل 1835، وتوفي في 27 ديسمبر 1915 في دنيدن في نيوزيلندا. انتخب عضو مجلس النواب النيوزيلندي.